# Gerard Jordan
Gerard Jordan (Belfast, ...) è un attore britannico.

## Biografia
Nato con il nome Gerard Quinn a Belfast, ha esordito al cinema tra la fine degli anni novanta e i primi anni duemila prendendo parte ad alcune produzioni nordirlandesi. Nel 2004 interpreta il personaggio ricorrente di Hoker nella serie televisiva Pulling Moves.
Ingaggi maggiormente significativi arrivano nel 2008, quando interpreta il co-protagonista di Peacefire e prende parte al film Fifty Dead Men Walking diretto da Kari Skogland; l'anno successivo è nel cast di L'ombra della vendetta - Five Minutes of Heaven di Oliver Hirschbiegel: tutti e tre questi film affrontano in maniera diversa tematiche sociali e politiche riguardanti i contrasti ideologici interni all'Irlanda.
Tra il 2012 e il 2014 interpreta Mordente nella serie televisiva HBO Il Trono di Spade, mentre in The Fall - Caccia al serial killer dà il volto al personaggio ricorrente di Brian Stone. Nel 2014 è nel cast del film britannico Shooting for Socrates.

## Filmografia

### Cinema
- Divorcing Jack, regia di David Caffrey (1998)
- Accelerator, regia di Vinny Murphy (2000)
- Boxed, regia di Marion Comer (2002)
- Peacefire, regia di Macdara Vallely (2008)
- Fifty Dead Men Walking, regia di Kari Skogland (2008)
- L'ombra della vendetta - Five Minutes of Heaven (Five Minutes of Heaven), regia di Oliver Hirschbiegel (2009)
- Savage, regia di Brendan Muldowney (2009)
- '71, regia di Yann Demange (2014)
- Shooting for Socrates, regia di James Erskine (2014)
- A Bump Along the Way, regia di Shelly Love (2019)
- Nightride, regia di Stephen Fingleton (2021)

### Televisione
- Pulling Moves – serie TV, 5 episodi (2004)
- Il Trono di Spade (Game of Thrones) – serie TV, 4 episodi (2012-2014)
- Foyle's War – serie TV, 1 episodio (2013)
- Scúp – serie TV, 1 episodio (2013)
- The Fall - Caccia al serial killer (The Fall) – serie TV, 7 episodi (2013-2014)
- Roy – serie TV, 1 episodio (2014)
- The Frankenstein Chronicles – serie TV, 4 episodi (2017)
- Brassic – serie TV, 3 episodi (2019-2021)
- My Left Nut – serie TV, 1 episodio (2020)
- St. Mungo's – film TV (2022)
- Derry Girls – serie TV, 1 episodio (2022)